# Орловский, Андрей Алексеевич
Андре́й Алексе́евич Орло́вский (род. 22 октября 1991) — писатель, поэт, журналист. Создатель и главный редактор проекта «Живые поэты».

## Биография
Родился 22 октября 1991 года в городе Херсон.
Начал писать стихи в 2006 году. Чтобы преодолеть страх публичных выступлений, на протяжении года читал свои произведения в подземных переходах. Во время одного из таких уличных концертов был замечен сотрудником издательства, в результате чего в 2007 году вышла первая книга стихотворений «Здравствуйте!» (весь тираж был сожжён Андреем в 2010 году).
В 2008 году, окончив школу, уходит из дома и на протяжении девяти лет ведёт кочевой образ жизни, переезжая из города в город. Несколько лет живёт в Одессе, где поступает в Одесский национальный университет имени Мечникова по специальности «Прикладная математика». Из университета Андрей был отчислен из-за неявки на экзамен.
В 2011 году выходит второй сборник Андрея «[уметь стрелять]», в 2013 — поэтический триллер «Обрыв», концептуальный аудио-альбом из десяти стихотворений.
В 2014 году московское издательство «У Никитских ворот» публикует третью книгу автора — сборник стихотворений и эссе «Искренность». Книгу рецензировали поэт Дмитрий Воденников и писатель, музыкант Константин Сперанский.
В июле 2015 года Андрей Орловский создаёт на базе «Сетевого издания M24.ru» литературную платформу «Живые поэты». Проект не имеет возрастных и географических ограничений: редакция публикует и признанных, и неизвестных, и опытных, и начинающих авторов. За два года работы редакторы «Живых поэтов» получили более 20 000 заявок, из которых были опубликованы 250 авторов из 80 городов 15 стран. Известные авторы проекта: Oxxxymiron, Андрей Макаревич, Борис Гребенщиков, Дмитрий Воденников, Леха Никонов, Аля Кудряшева, Аня «Умка» Герасимова, Олег Груз, Андрей Родионов, Александр Гагарин (группа «Сансара»), Яшка Казанова и другие. По итогам трёх лет работы проекта опубликована антология «Живые поэты», на которую откликнулся критик Данила Давыдов: «продукт масскульта на то и продукт масскульта, чтоб упрощать и стандартизировать. <…> Плохо другое: этот продукт <…> является обманкой, имитацией репрезентативности, даже не плацебо, а чистой воды инструментом борьбы с поэзией под видом её „живости“». «Мы давно привыкли, что выпуск литературных сборников и раздача премиальных „слонов“ — это междусобойчик. А „ЖЫ“ — настоящий, как говорится, „гала-концерт“ с самыми разнообразными номерами, подготовленными в самых разных уголках нашей необъятной страны» (Владимир Гуга, «Год Литературы»).
В 2016 году выходит сборник стихотворений в прозе «#спички. дорога домой». События четвёртой книги Андрея Орловского охватывают пять стран и «восемь лет добровольных скитаний», а сам автор назвал её «книгой писем любви к друзьям и близким». Тур в защиту «спичек» — #спичкитур — включал в себя 42 города СНГ.

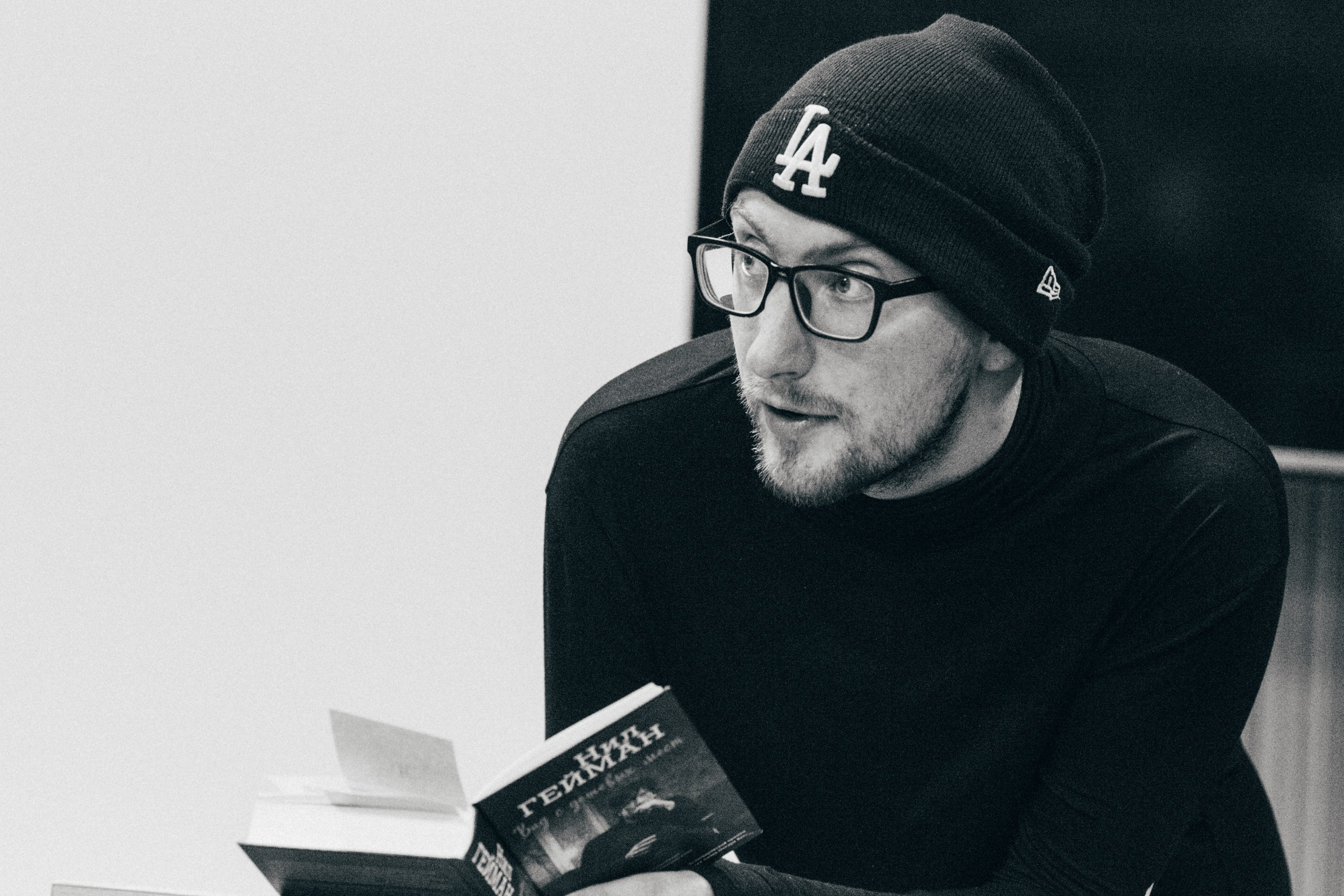
Андрей Орловский читает курс лекций «Литература с Чёрного хода» в Центральной библиотеке им. Н. А. Некрасова

В августе 2017 года Андрей Орловский запустил курс лекций «Литература с чёрного хода» на базе ЦУНБ им. Н. А. Некрасова. «Литература с чёрного хода» — попытка поговорить об особенных и субкультурных литературных явлениях, а также по-новому взглянуть на жизнь и творчество известных классиков и современников. В рамках курса до конца 2017 года прошло пять лекций, посвящённых писателям и поэтам бит-поколения, Нилу Гейману, Гайто Газданову, Генри Миллеру и русским Нобелевским лауреатам по литературе.

## Концерты и туры
С 2007 по 2017 год Андрей Орловский принял участие в более чем 500 мероприятиях: лекциях, литературных вечерах, музыкальных и поэтических фестивалях. Выступал на одной сцене с Верой Полозковой, Дмитрием Воденниковым, Лёхой Никоновым, Андреем Родионовым и Всеволодом Емелиным. Специальным гостем на презентации поэтического триллера «обрыв» был поэт Дмитрий Быков.
Всего Андрей Орловский провёл девять концертных туров:
1. Тур «1505» (2010, 8 городов)[34][35];
2. «Честный тур» (2012, 12 городов)[36];
3. Тур в защиту альбома «Обрыв» (2013, 25 городов) [37][38][39];
4. Февральский тур (2014, 9 городов)[40];
5. Тур в защиту книги «Искренность» (2014, 36 городов)[41][42][43][44];
6. Тур «Между двух огней» (2015, 29 городов)[45][46];

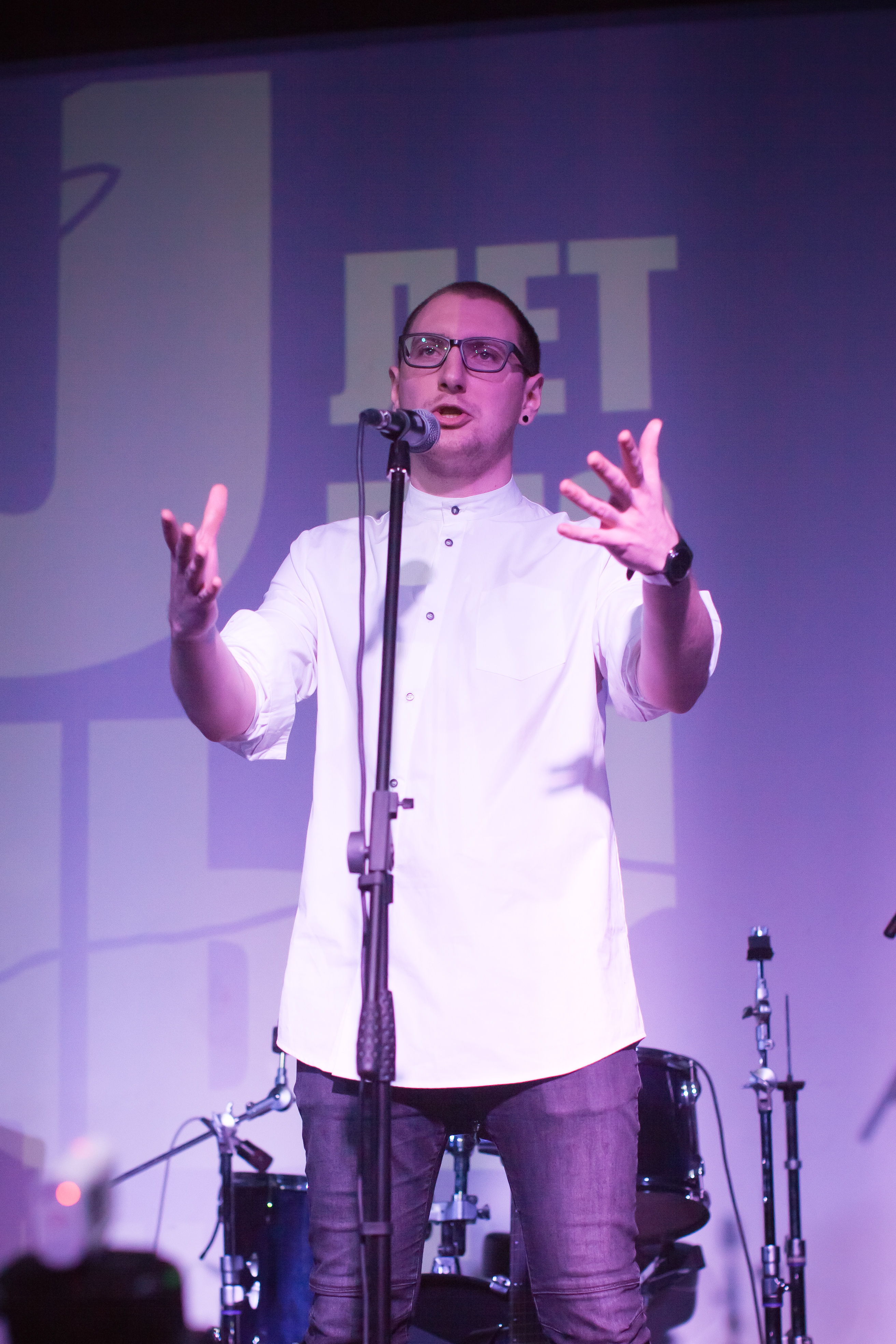
Поэт Андрей Орловский на фестивале Иллюминатор-2016 памяти Ильи Кормильцева

7. «Светтур» (2015, 16 городов)[47];
8. спичкитур (2016, 42 города)[48][49].

## Оценка творчества
«Переход Орловского от цитирования на память к общению со зрителями отследить получается не всегда. Выделяются только стихи, которые он читает вдохновенно. По его мнению, стихи нужно читать, входя в то состояние, в котором писал их. И слушая автора, строчку за строчкой словно поживаешь чужую жизнь. Видишь, как раскрывается перед тобой грудная клетка живого человека, как бьётся в ней сердце. В рамках тура Орловский почти ежедневно даёт концерты, каждый раз в новом городе. И в определённый момент я осознаю, что каждый вечер он вот так „вскрывается“ перед незнакомыми людьми. Это ужасает и завораживает. Искренность — не просто методика написания книги. Это способ жить». Информационное агентство «Свободные новости», Татьяна Райс
Стихи и прозаические тексты Андрея Орловского автобиографичны: автор пишет о своих друзьях и знакомых, событиях, происходящих с ним в дороге. Многими читателями, зрителями и журналистами выделяются такие черты авторского стиля Орловского, как искренность и эмоциональность, резкая жестикуляция и надрывная подача, «ритуальность и жертвенность выступлений».

## Журналистская деятельность

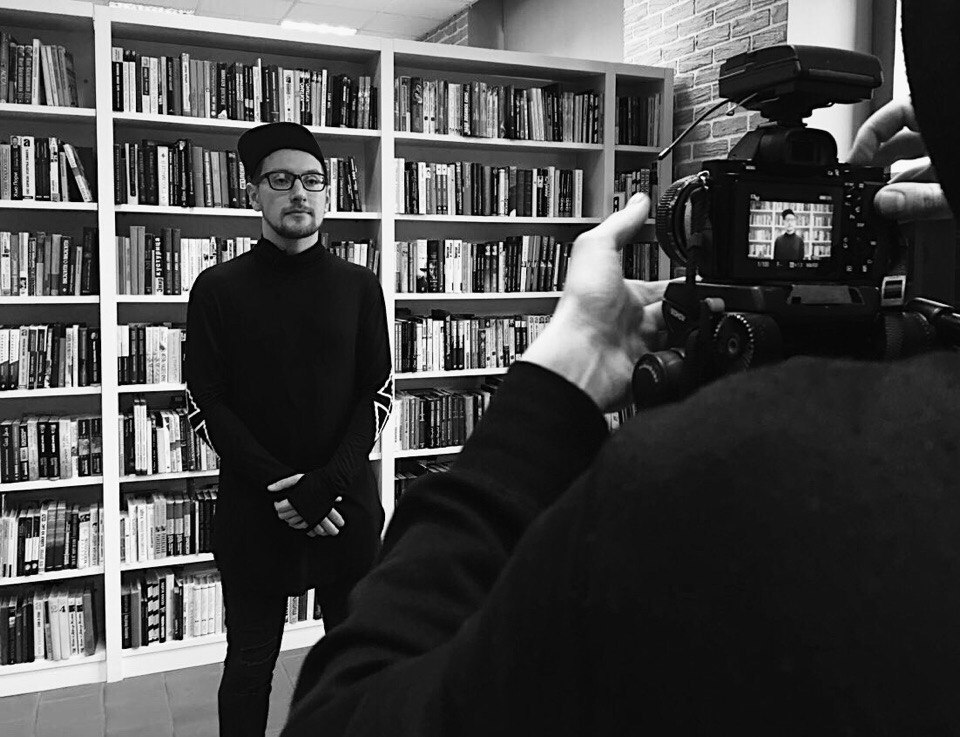
Андрей Орловский даёт интервью

В 2015 году Андрей Орловский начал свою деятельность в качестве журналиста. Его материалы были опубликованы в нескольких десятках СМИ, среди которых Meduza, Афиша. Daily, «Новая газета», «Коммерсант», Colta.ru, «Московский комсомолец», «Сетевое издание M24.ru» и другие.
За время журналистской деятельности автор интервьюировал Нила Геймана, Анну Герасимову, Александра «Лок Дога» Жвакина, Гермеса Зайготта, Олега Груза, участника группы The Byrds Криса Хиллмана, группы «Петля Пристрастия», «Электрофорез», OQJAV и Brothers Moving.

## Факты
- В своих текстах Орловский не пользуется заглавными буквами.
- Один из основателей независимого художественно-аналитического журнала «Дискурс».
- Лауреат литературно-художественного фестиваля «Фокус» в номинации «русская поэзия», один из победителей Всероссийского открытого фестиваля молодых поэтов «Мцыри», почётный лауреат Всероссийской премии «Послушайте!» имени Велимира Хлебникова, победитель литературного слэма фестиваля «Соседний МИР» и других. Начиная с 2013 года, не участвует в литературных конкурсах и слэмах, предпочитая сольные выступления[60].
- Любимые книги — «Окаянные дни» И. Бунина, «Интервью с профессором Y» Селина, «Диалоги с Иосифом Бродским» Соломона Волкова, «Тупой панк-рок для интеллектуалов» Спирина, «Тропик рака» Генри Миллера, «Нулевые» Никонова, «Время сэконд хэнд» Светланы Алексиевич, «Военный летчик» де Сент-Экзюпери, «Моя жизнь в искусстве» Станиславского, «Роман с кокаином» Агеева и «Искусство войны» Сунь-цзы[61][62].